# ماي بوش
ماي بوش (بالإنجليزية: Mae Busch)‏ هي ممثلة أمريكية وأسترالية، ولدت في 18 يونيو 1891 بملبورن في أستراليا، وتوفيت في 19 أبريل 1946 بهوليوود في الولايات المتحدة بسبب سرطان.
بدأت مشوارها المهني سنة 1912.

## أعمال

### أفلام
- (1929) الادعاء
- (1935) واحدة بواحدة
- (1936) الفتاة البوهيمية
- (1938) الإذاعة الكبيرة لعام 1938
- (1941) فتاة زيغفيلد

## وصلات خارجية
- ماي بوش على موقع IMDb (الإنجليزية)
- ماي بوش على موقع ألو سيني (الفرنسية)
- ماي بوش على موقع أول موفي (الإنجليزية)
- ماي بوش على موقع قاعدة بيانات الأفلام السويدية (السويدية)
- ماي بوش على موقع إن إن دي بي (الإنجليزية)
- ماي بوش على موقع قاعدة بيانات الفيلم (الإنجليزية)
- ماي بوش على موقع كينوبويسك (الروسية)